# Рустамова, Гюльзар Махмуд кызы
Гюльзар Махмуд кызы Рустамова (азерб. Gülzar Mahmud qızı Rüstəmova; 1917, Джебраильский уезд — 20 мая 1982, Физулинский район) — советский азербайджанский хлопковод, Герой Социалистического Труда (1948). Мастер хлопка Азербайджанской ССР (1957).

## Биография
Родилась в 1917 году в селе Молламагеррамли Джебраильского уезда Елизаветпольской губернии (ныне село в Физулинском районе Азербайджана).
В 1931—1968 годах — колхозница, звеньевая, бригадир колхоза «Комсомол» Карягинского района, председатель Керимбейлинского сельского совета. В 1947 году получила урожай хлопка 88,76 центнеров с гектара на площади 6 гектаров.
Указом Президиума Верховного Совета СССР от 10 марта 1948 года за получение в 1947 году высоких урожаев хлопка Рустамовой Гюльзар Махмуд кызы присвоено звание Героя Социалистического Труда с вручением ордена Ленина и золотой медали «Серп и Молот».
Скончалась 20 мая 1982 года в родном селе.